# Iglesia de San Juan Bautista (Algimia de Almonacid)
La iglesia parroquial de San Juan Bautista, en Algimia de Almonacid, en la comarca del Alto Palancia, provincia de Castellón, España, es un templo católico que está catalogado como Bien de Relevancia Local según consta en la Dirección General de Patrimonio Artístico de la Generalidad Valenciana, con código identificativo: 12.07.008-001.

## Descripción
La iglesia de San Juan Bautista es un edificio exento, de fábrica de mampostería y piedra angular (es decir, las esquinas se refuerzan con sillares), que presenta fuertes y destacables contrafuertes exteriores por encima de las capillas laterales, de manera que son utilizados como galería.

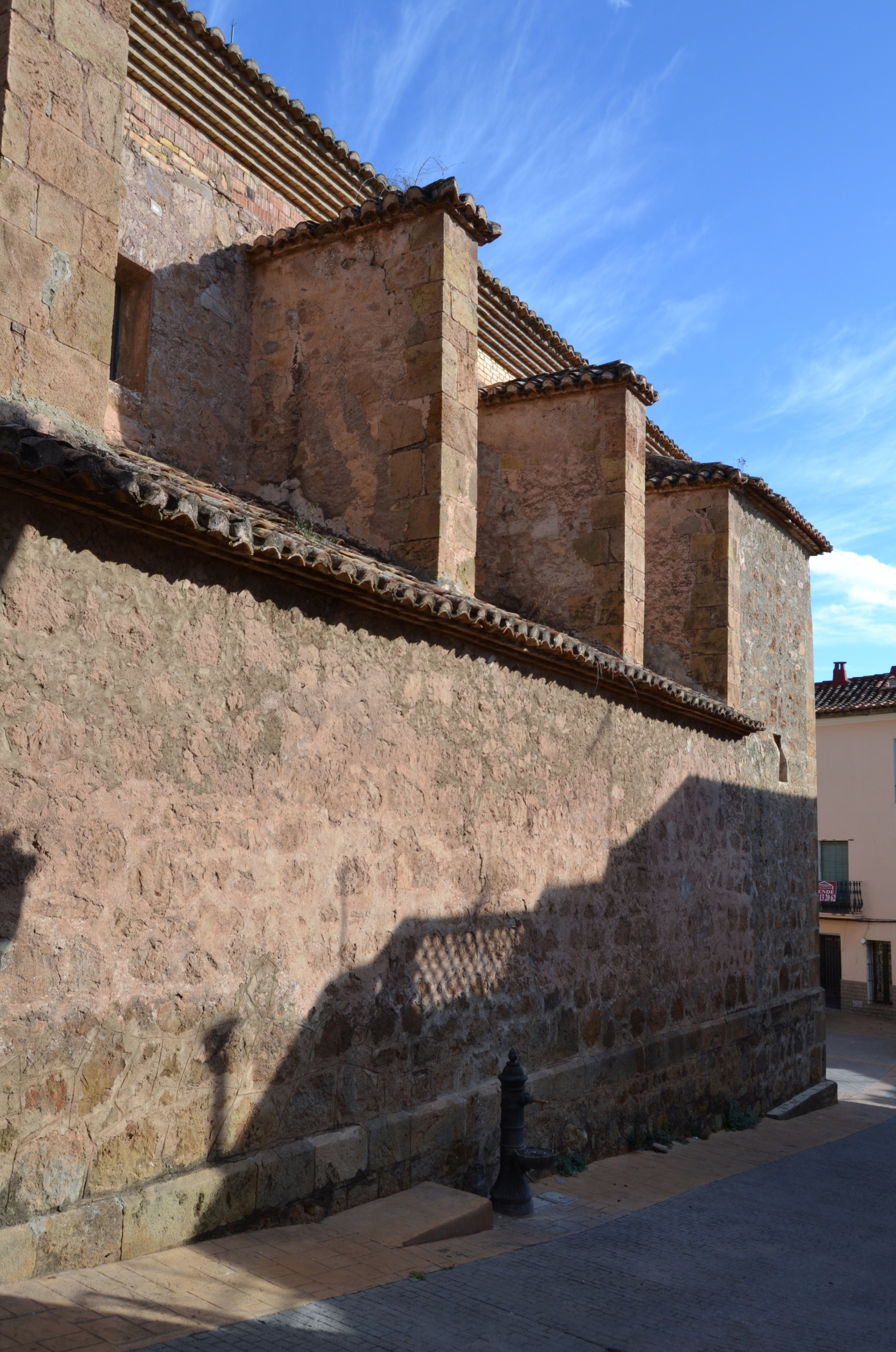
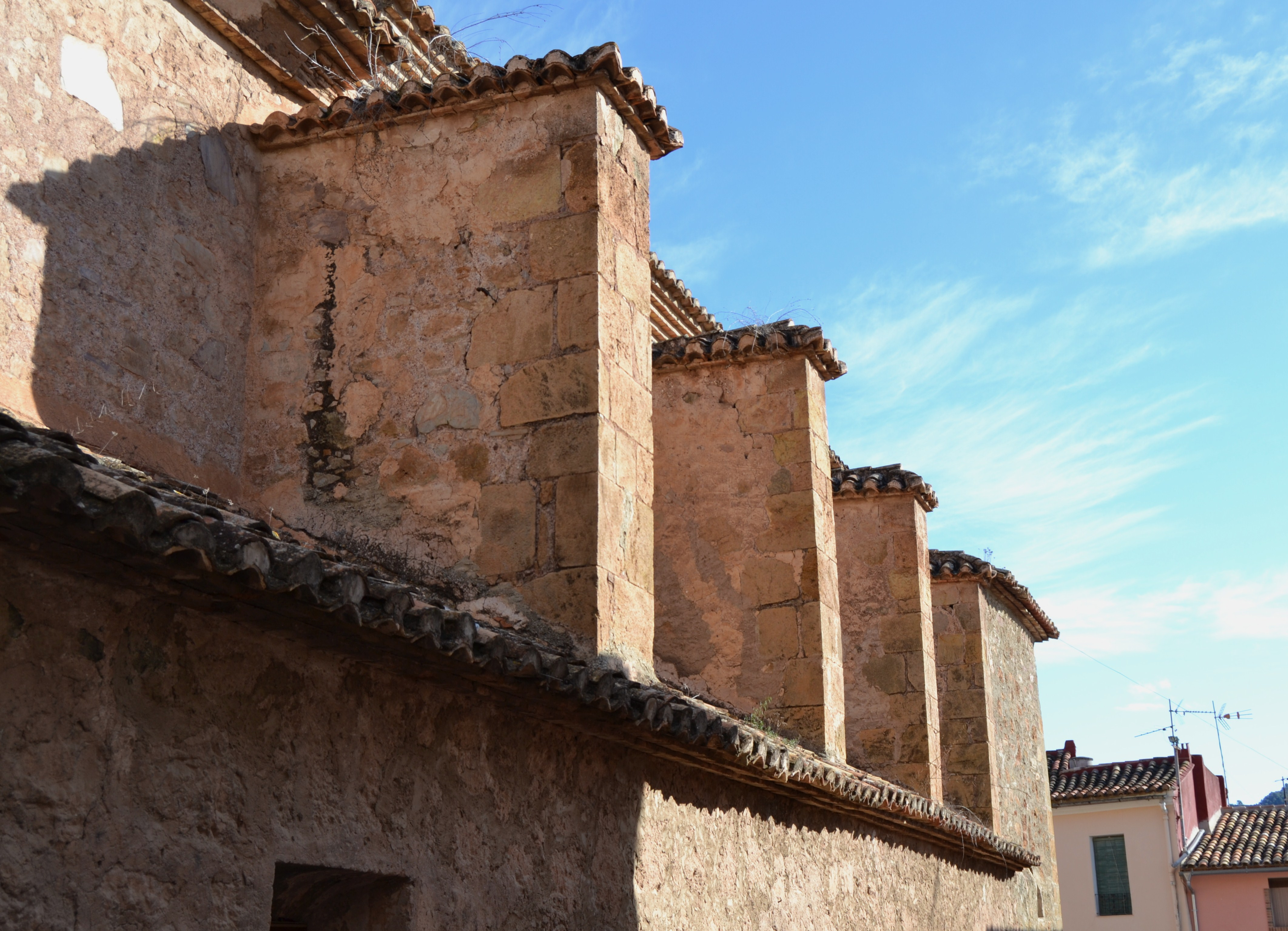
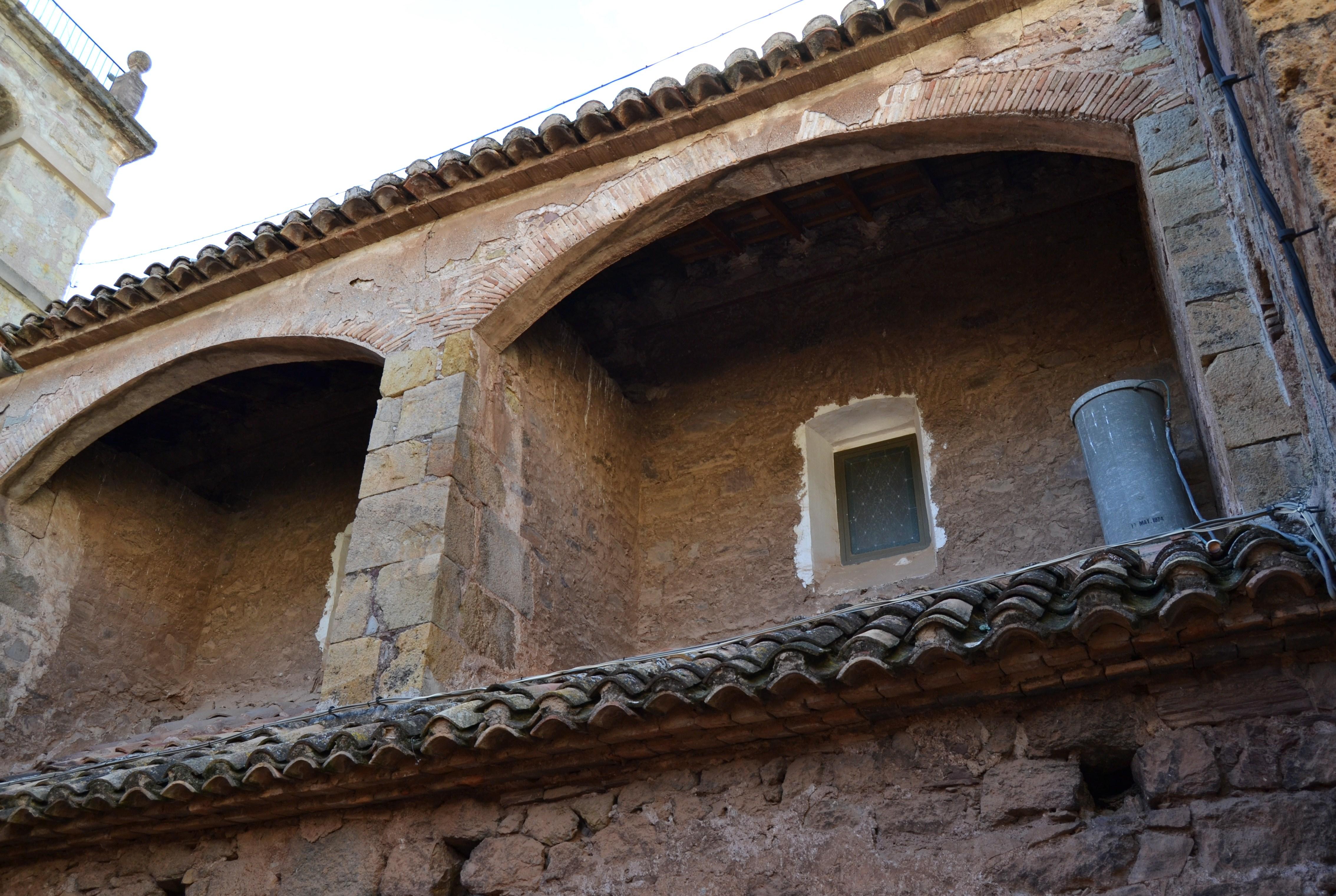
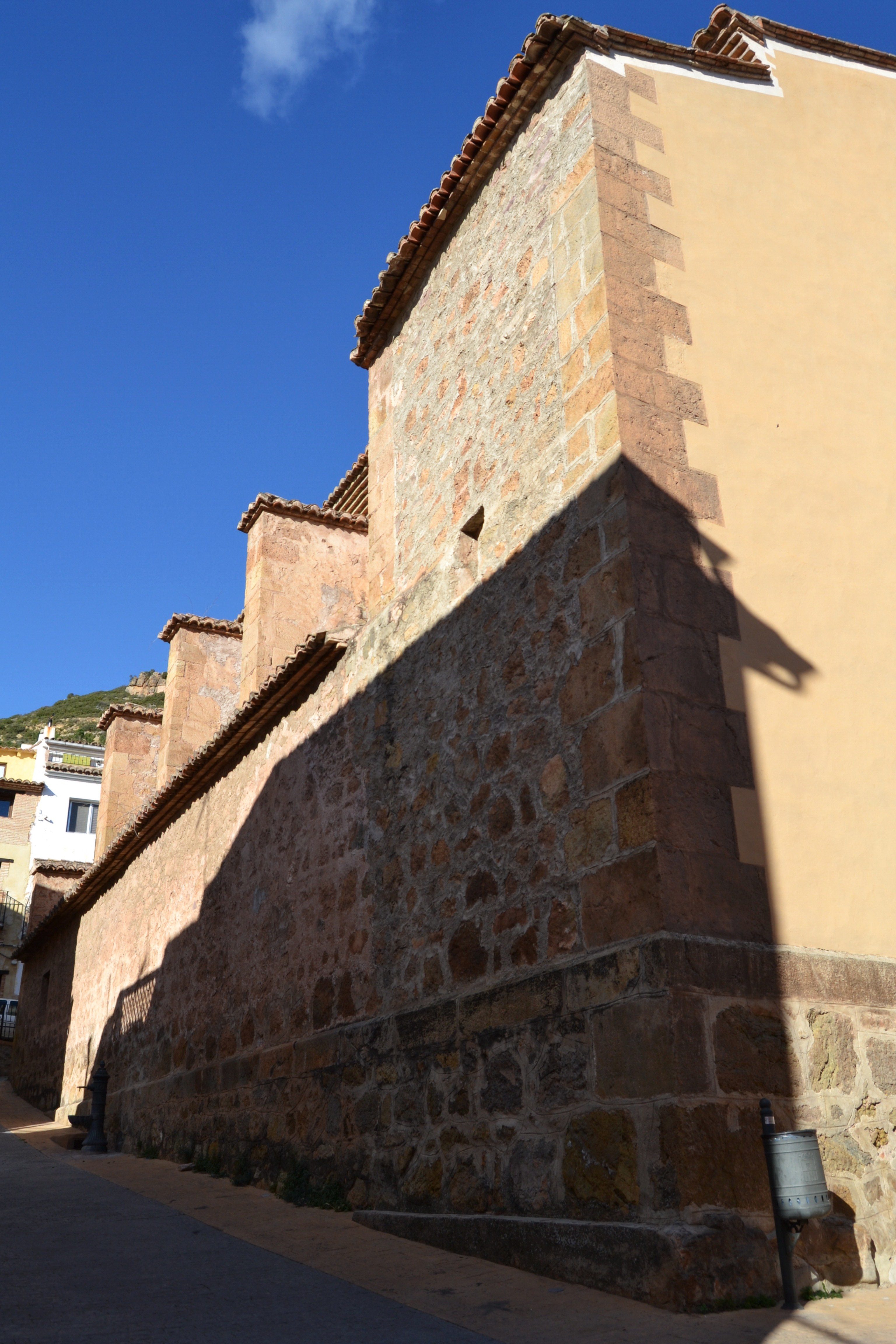

Se inició su construcción a finales del siglo XVII, extendiéndose al siglo XVIII, siendo responsable de su construcción Gaspar Monzón, aunque también se baraja la posibilidad de que interviniera en el proyecto el arquitecto Juan Pérez Castiel.
La fachada (con revoque de cemento siguiendo la línea del tejado, que hubo de modificarse más tarde para colocar el reloj) está a los pies de la planta que presenta una única nave con capillas laterales, de entre las que destacan, por su decoración barroca la Capilla de los Dolores y la del Sagrado Corazón, por presentar pinturas murales académicas valencianas del siglo XVII.
La puerta de acceso presenta dintel de tipo retablo, de dos cuerpos, cubriéndose el segundo con un frontón curvo, y rematado en el cuerpo superior por pináculos. En la hornacina existente en el retablo había en el siglo XVII un azulejo de Alcora, de la imagen de San Juan Bautista, que actualmente se encuentra en el interior de la iglesia, mientras que en su lugar se colocó en el año 1995 una reproducción del mismo.

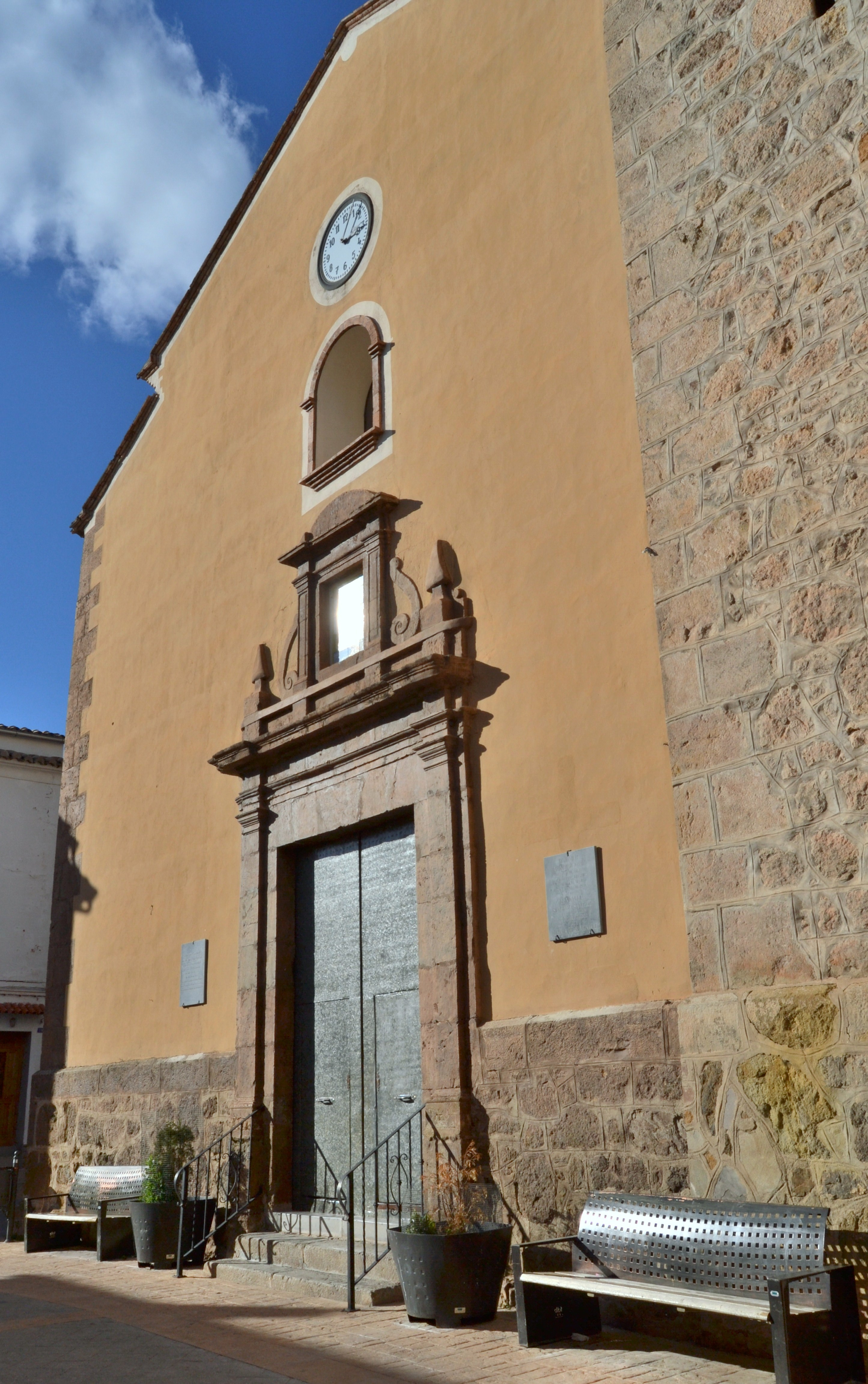
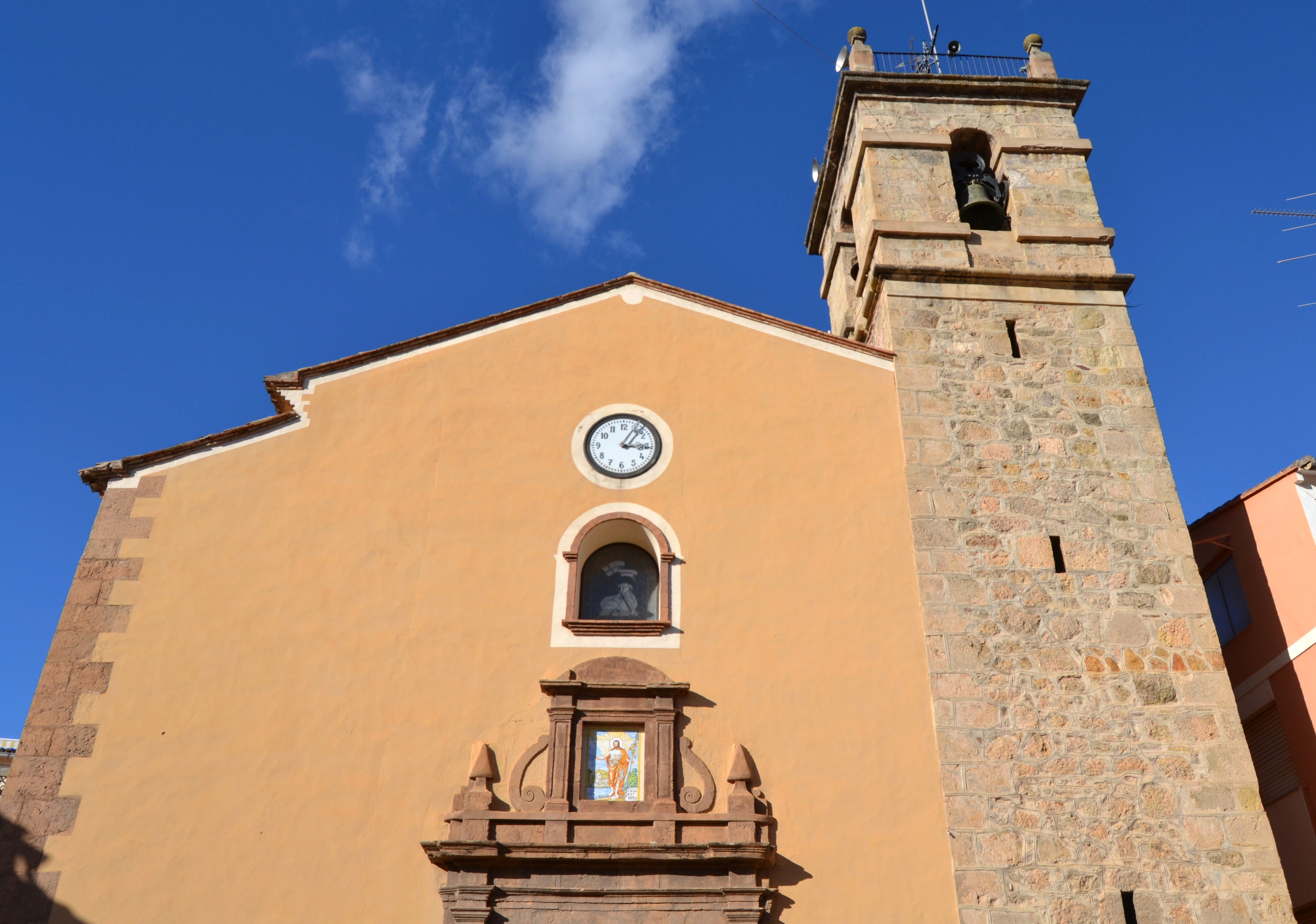
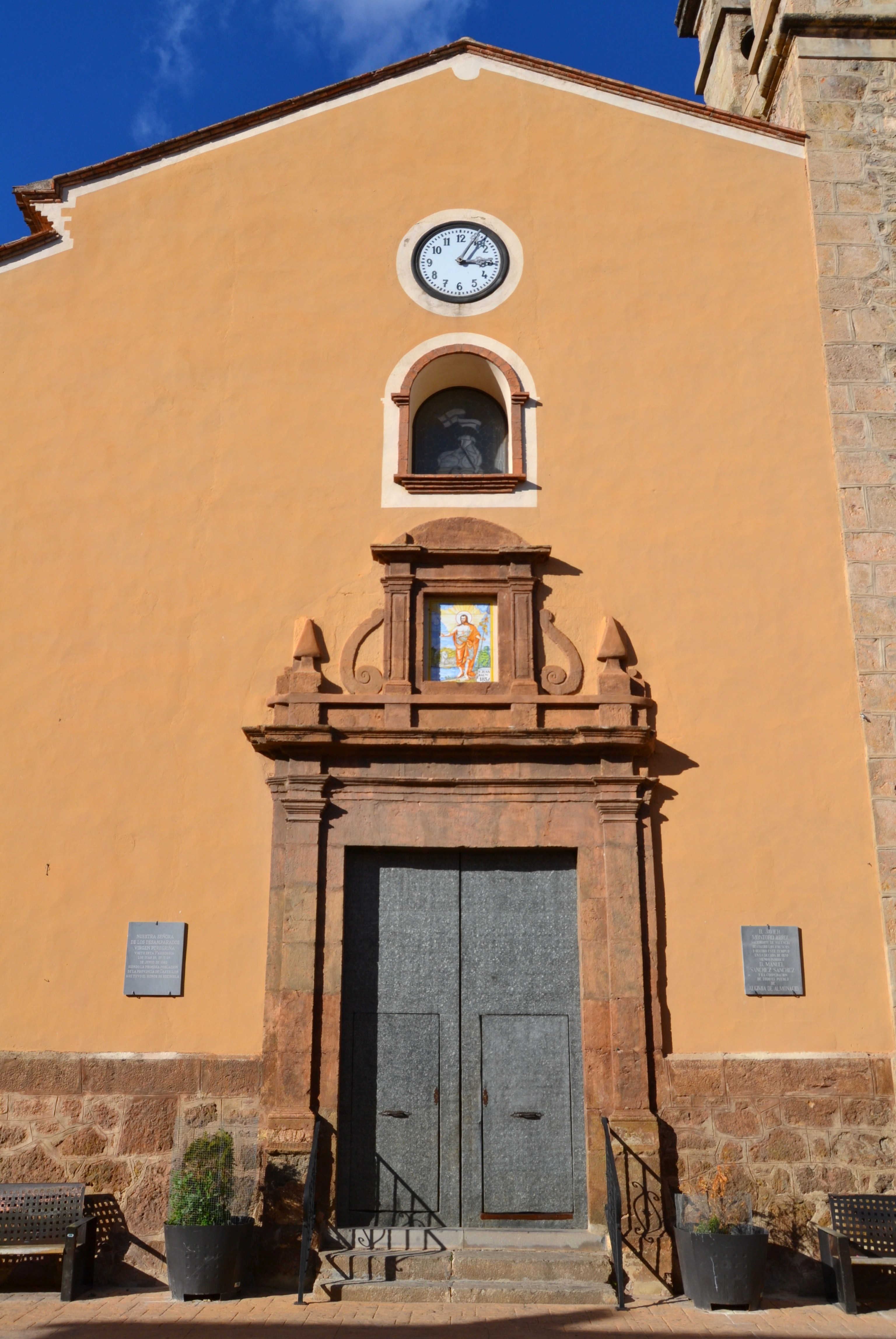
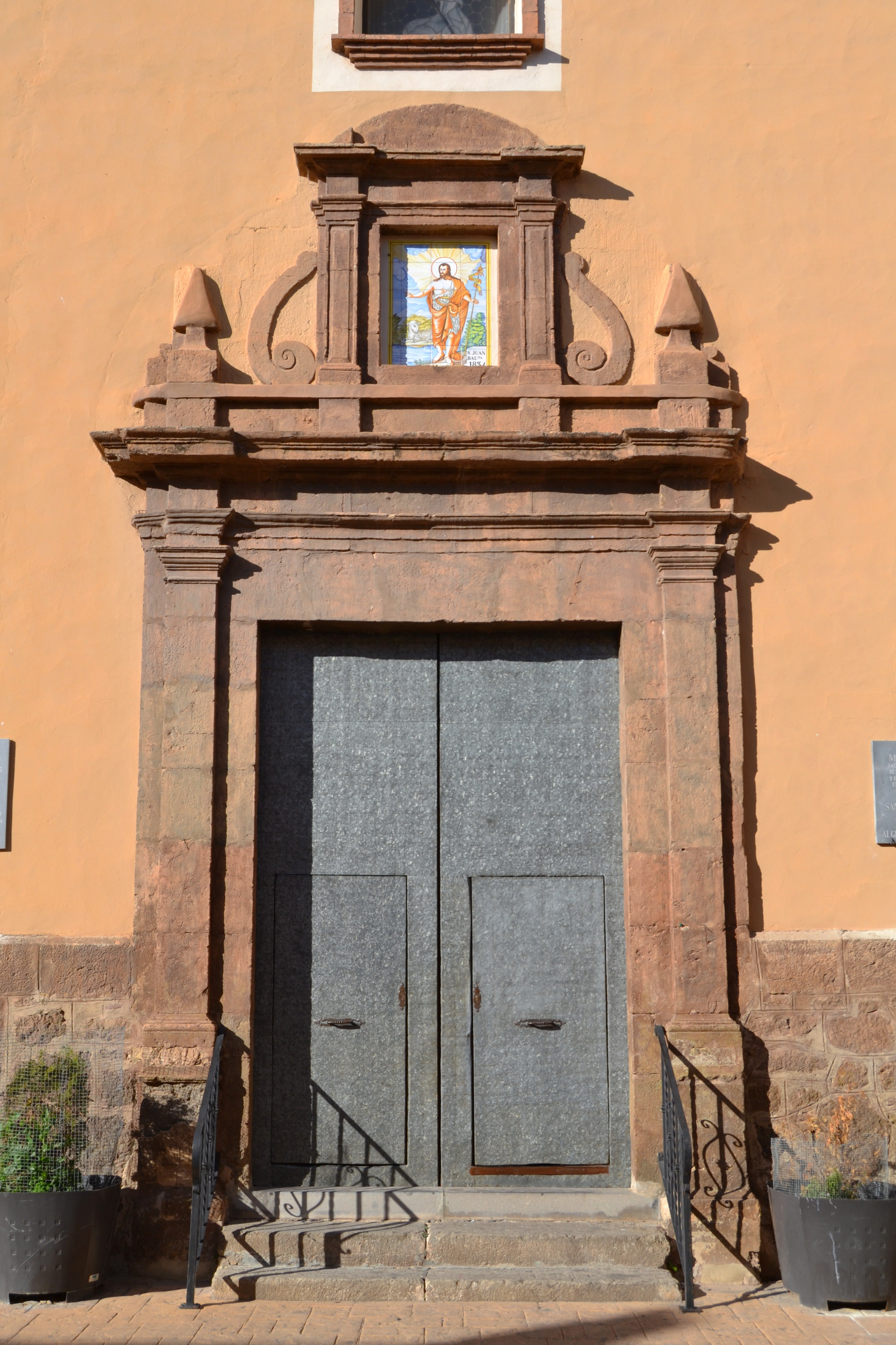
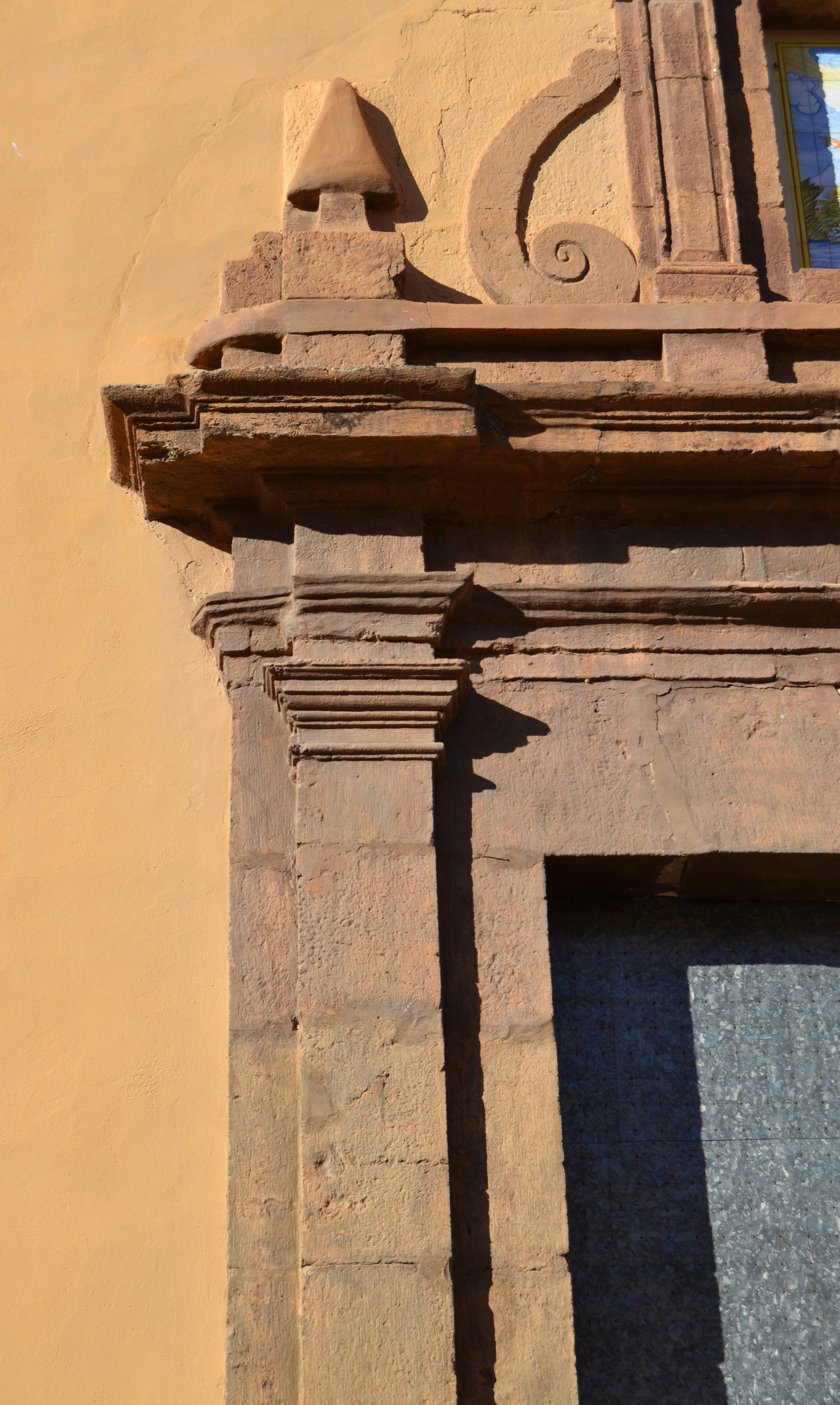

En la parte sur, a los pies de la epístola, se eleva la torre, que está construida con sillares. Presenta dos cuerpos y remate liso. El primer cuerpo forma parte de la fachada del templo, mientras que el segundo se eleva sobre éste y en él se abren ventanas. La torre alberga las campanas en un vano con forma de arco de medio punto en cada cara, para acabar la zona de campanario se adorna el antepecho con bolas.

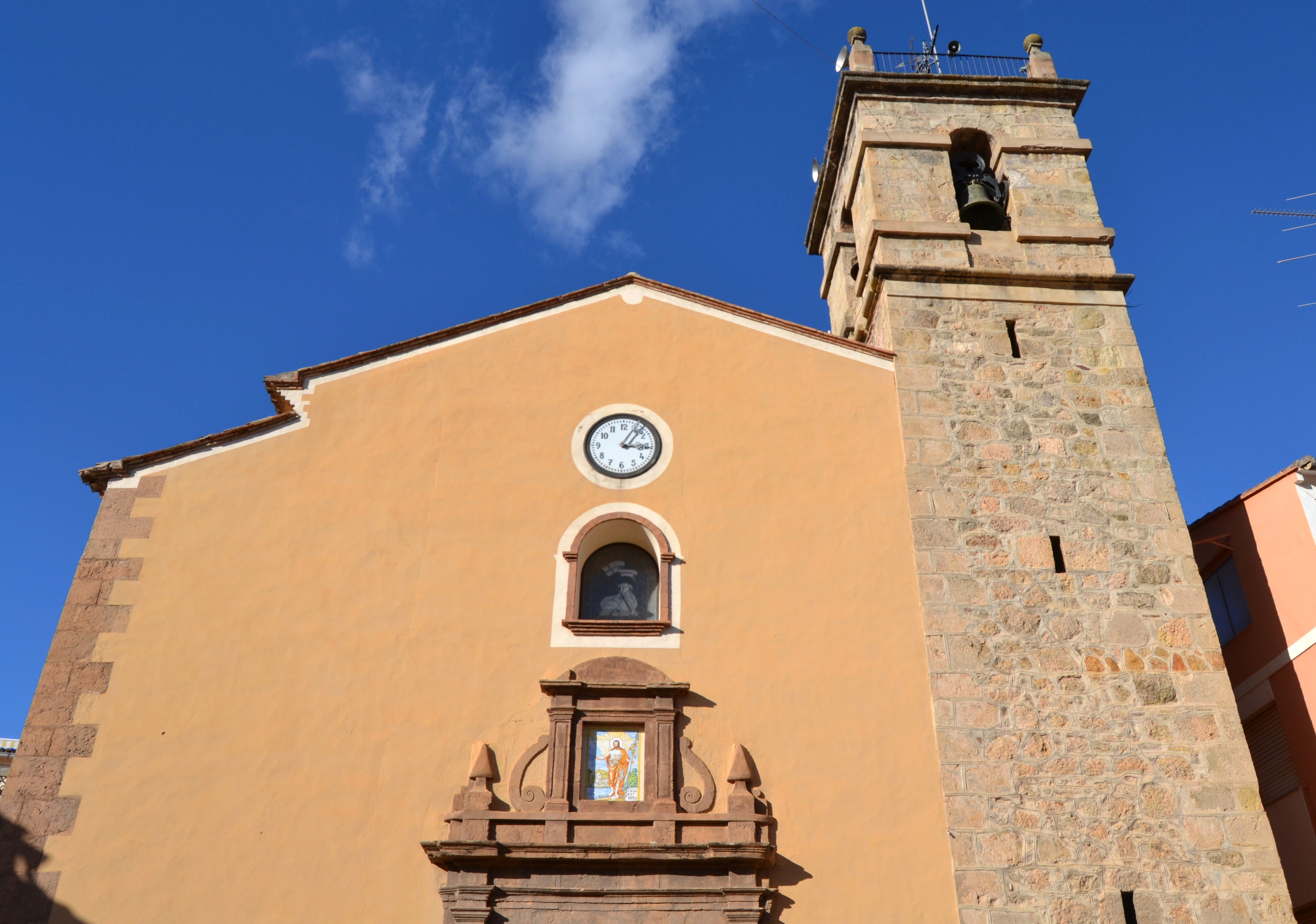
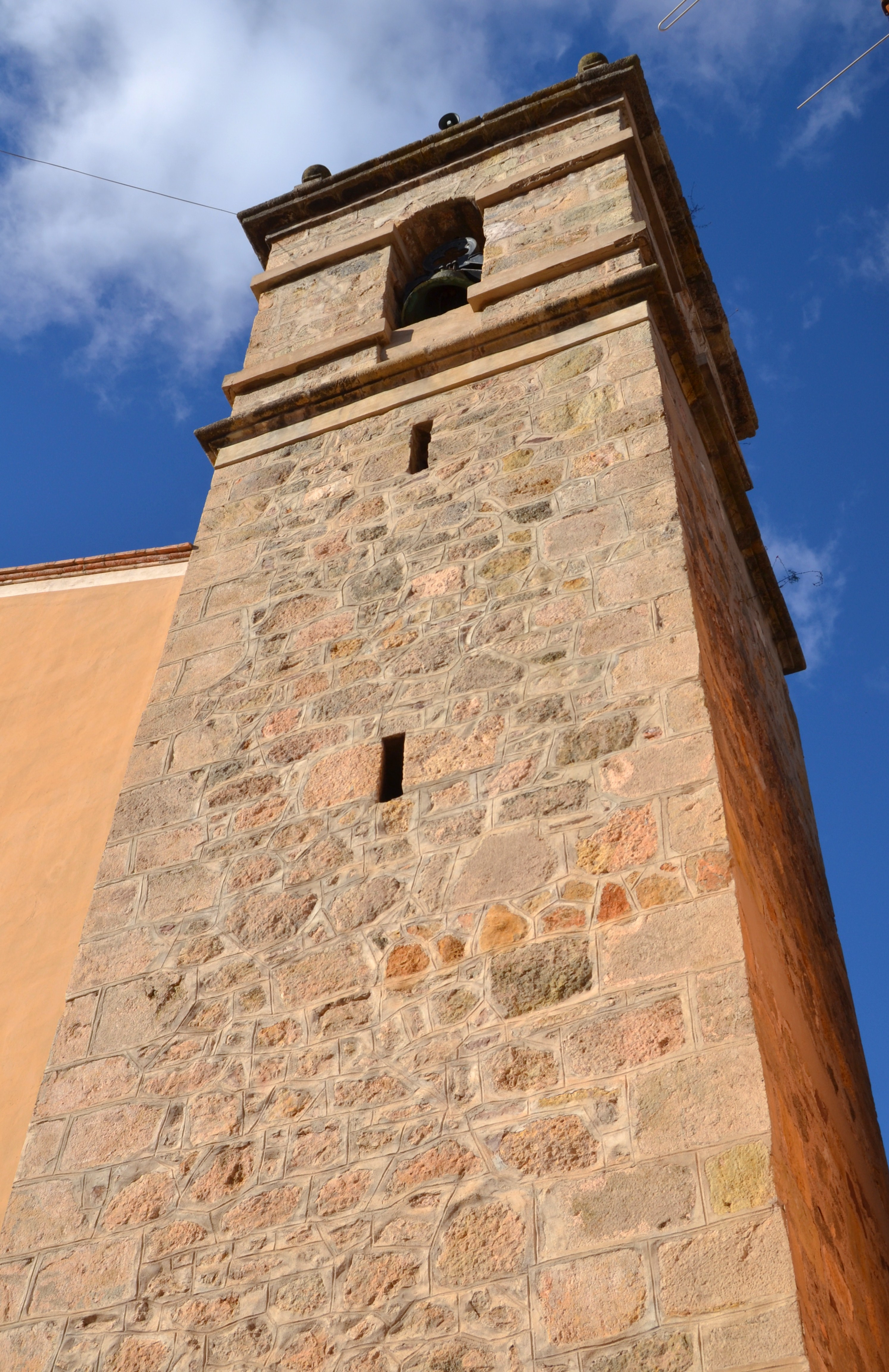
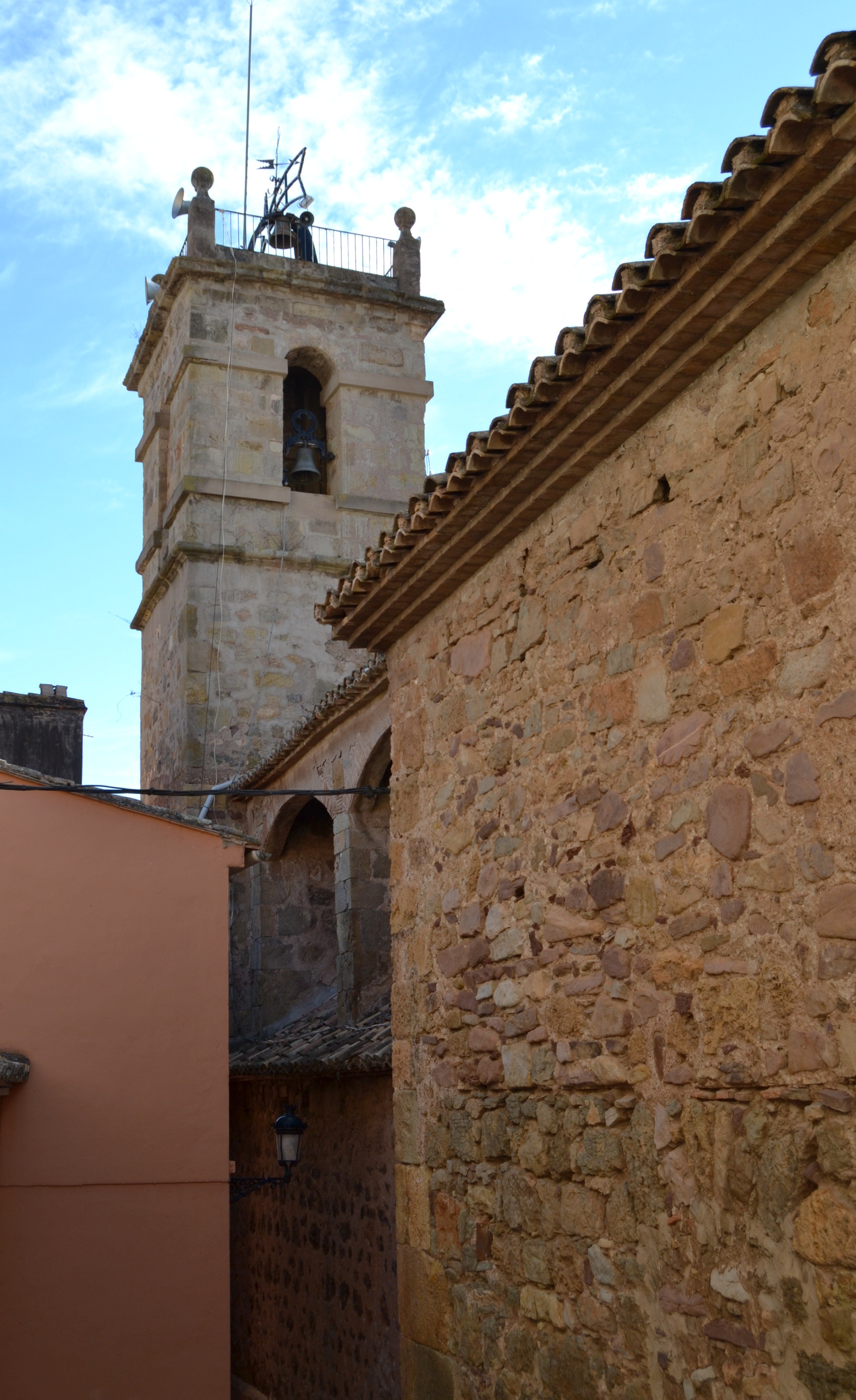
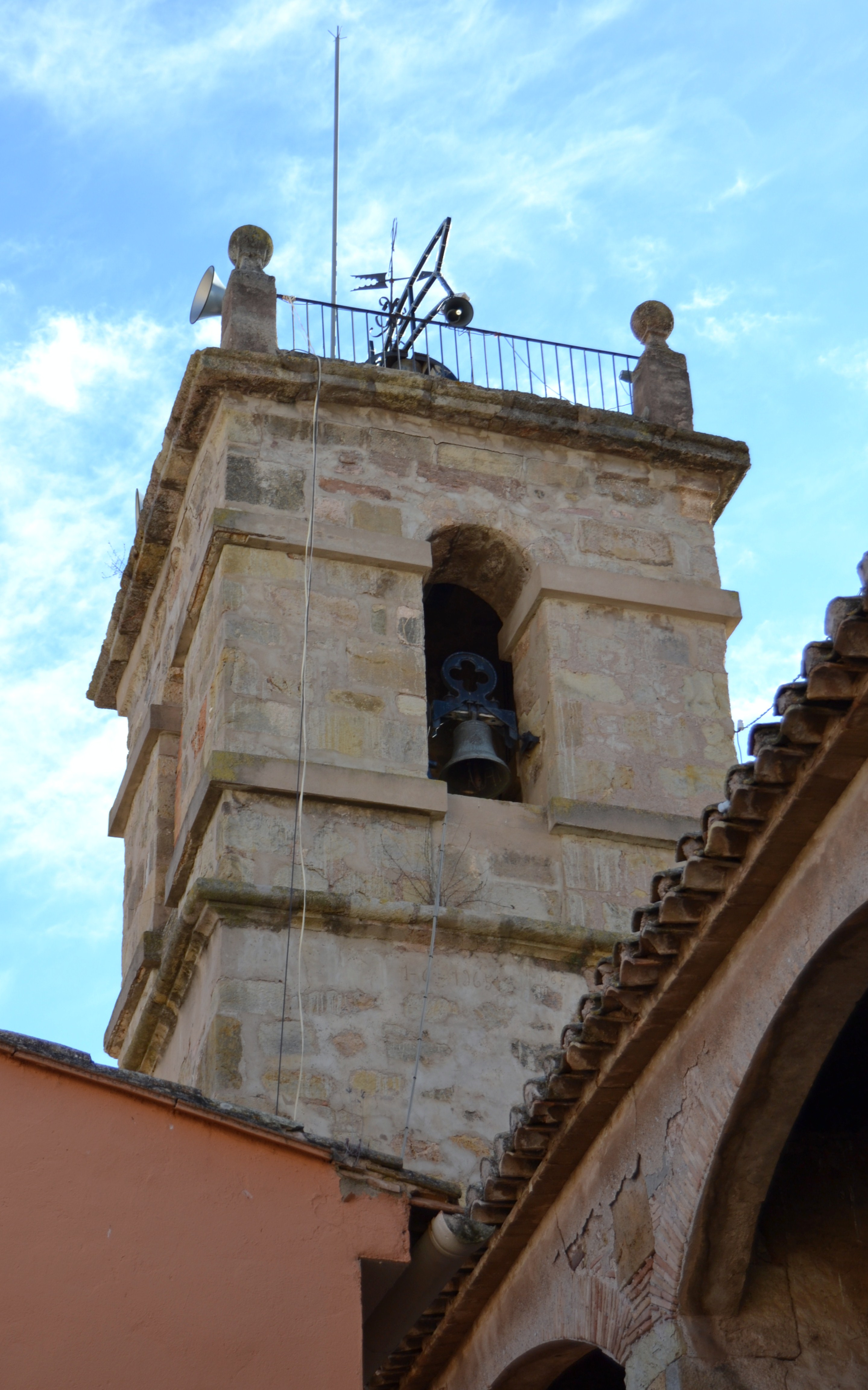

El espacio interior de la única nave y capilla laterales, se divide en tres crujías, con cabecera de planta cuadrada. Los soportes son muros y pilatras y arcos de medio punto. Esto hace que la cubierta sea al final de bóveda de cañón, que presenta lunetos y ventanas cuadradas bajo los mismos, para dar iluminación al interior.
También puede observarse la existencia de un coro a los pies del templo, con frente rebajado. La decoración interior está modificada respecto a la que tuvo en su origen, presentando pilastras adosadas con capitel compuesto y cuerpo superior arquitrabado, con decoración de ángeles y rocallas que sostienen la cornisa superior. Además se puede contemplar en el centro de la barroca decoración el escudo del Santo titular.
Ya entrado el siglo XXI, en el año 2007, la Universidad Jaime I de Castellón llevó a cabo un curso de restauración en el que se realizaron prácticas en la iglesia de san Juan Bautista de Algimia de Alminacid. En estas prácticas de restauración se procedió a rehabilitar parte del templo, aunque la mayor parte del trabajo se centró en la recuperación de esgrafiados y reposición de dorados y pinturas.